# 202736 Julietclare
202736 Julietclare este un asteroid din centura principală de asteroizi.

## Descriere
202736 Julietclare este un asteroid din centura principală de asteroizi. A fost descoperit pe 18 mai 2007 la Heidelberg de Felix Hormuth. Asteroidul prezintă o orbită caracterizată de o semiaxă mare de 2,42 ua, o excentricitate de 0,18 și o înclinație de 2,7° în raport cu ecliptica.